# Hail to the Chief

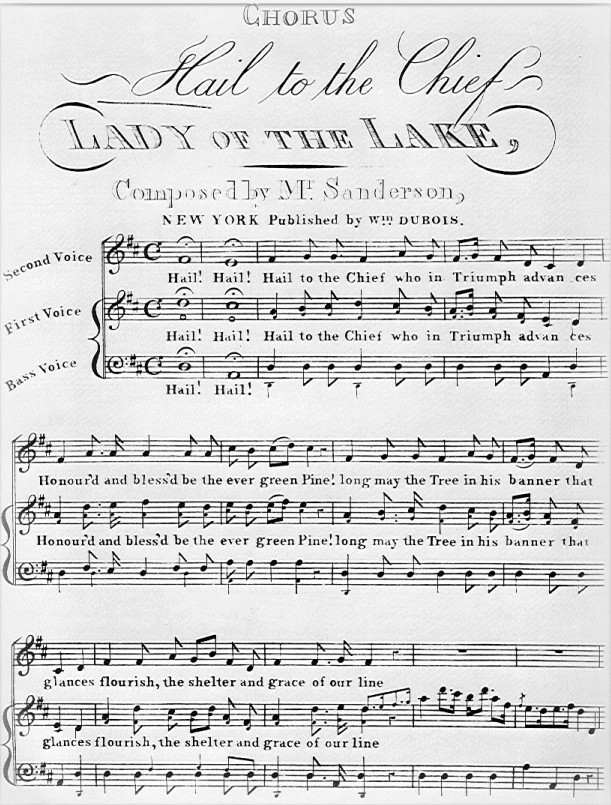
Notpartitur: Hail to the Chief (för kör)

Hail to the Chief är ett musikstycke som hyllar USA:s president i dennes roll som vald statschef och högste befälhavare för de väpnade styrkorna. Sedan 1954 är den av USA:s försvarsdepartement fastställd att användas i officiella sammanhang vid ceremonier då presidenten närvarar.
Texten har sitt ursprung i dikten The Lady of the Lake av Sir Walter Scott från 1810. Melodin attribueras James Sanderson efter en skotsk folkvisa. Kopplingen till den amerikanska presidentämbetet började 1815 då den spelades för att hedra framlidne George Washington efter krigsslutet av 1812 års krig.